# Mont Manengouba
Mont Manengouba är en vulkan i Kamerun.   Den ligger i regionen Kustregionen, i den västra delen av landet, 230 km nordväst om huvudstaden Yaoundé. Toppen på Mont Manengouba är 2 411 meter över havet.
Terrängen runt Mont Manengouba är kuperad åt nordväst, men åt sydost är den bergig. Mont Manengouba är den högsta punkten i trakten. Trakten runt Mont Manengouba är ganska tätbefolkad, med 108 invånare per kvadratkilometer. Närmaste större samhälle är Nkongsamba, 13,2 km sydost om Mont Manengouba. I omgivningarna runt Mont Manengouba växer i huvudsak städsegrön lövskog.